# Frang Bardhi

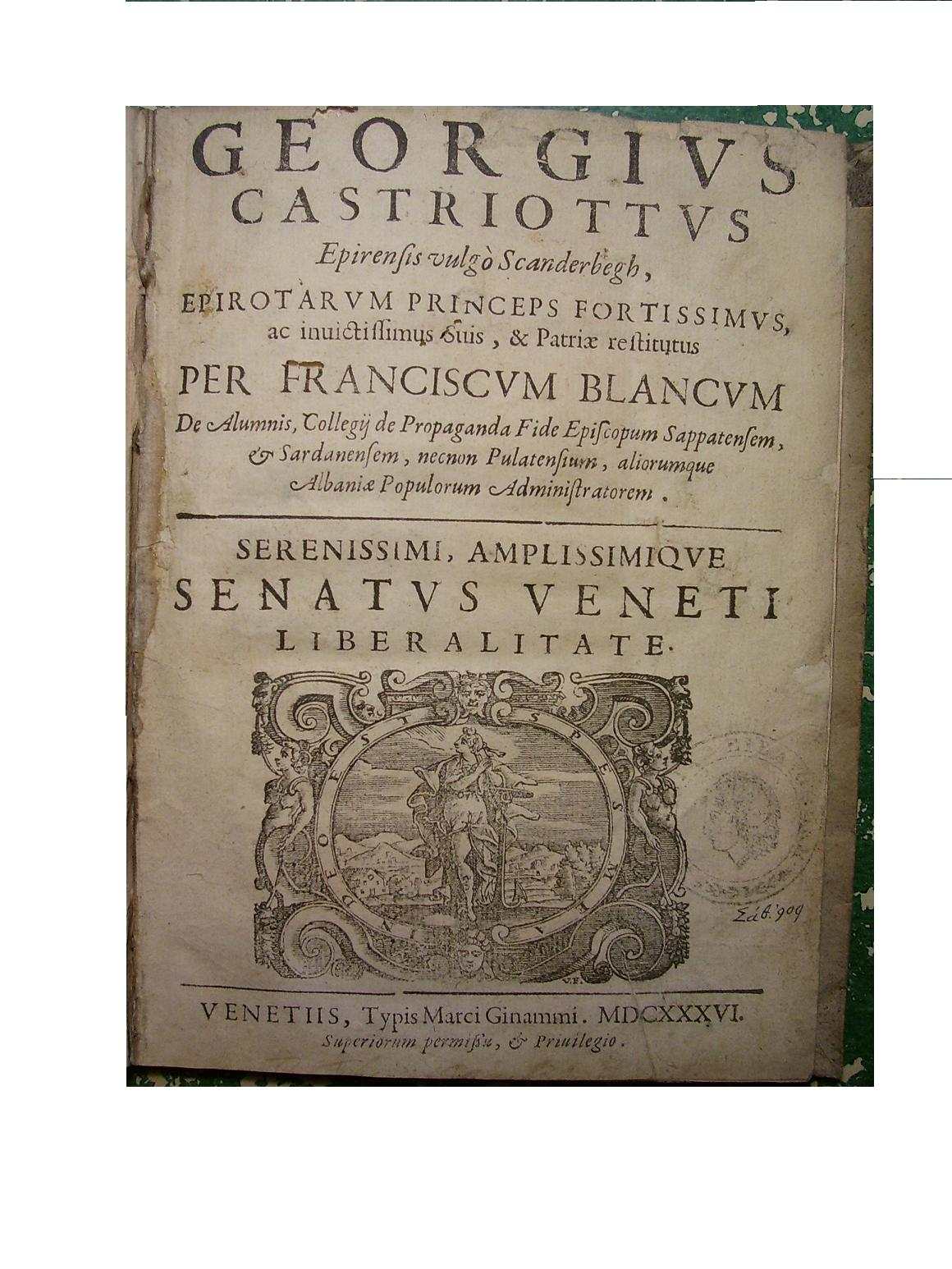
Bardhi művének, Szkander bég latin nyelvű életrajzának címoldala

Frang Bardhi, latinul Franciscus Blancus, olaszul Francesco Bianchi (Kallmet, 1606 – 1643) albán egyházi vezető, szótáríró és történetíró.
A Zadrima vidékének szülötte, a loretói Collegium Illyricumban tanult teológiát. 1636-ban Sapa és Sarda (Zadrima) püspökévé nevezték ki. Nevéhez fűződik az első albán szótár, az 1635-ben Rómában megjelent Dictionarium Latino Epiroticum megírása. Latin–albán szótára jelentős nyelvtörténeti emlék, mintegy 2500 albán szót és 113 proverbiumot (közmondást, szólásmódot) tartalmaz.
Fontos történeti munkája az 1636-ban megjelent latin nyelvű életrajz Szkander bégről. A mű tulajdonképpen válasz a bosnyák püspök, Tomko Marnavić vitairatára, amelyben tagadta Szkander bég (Kasztrióta György) albán mivoltát. Bardhi nemzeti büszkeségből fakadóan írta meg történeti forrásokon alapuló krónikáját, s tételről tételre bizonyította a nagy nemzeti hős albánságát.
Fennmaradt levelezése jelentős művelődéstörténeti-néprajzi forrás. 1637-től püspöki minőségében különféle hivatalos leveleket, jelentéseket küldött a római Collegium Propaganda Fidének, amelyben Zadrima vidékének hitéletéről, politikai mozgalmairól, az albán szokásokról adott részletes leírásokat.

## Művei
- Dictionarium Latino Epiroticum vna cum nonnullis vsitatioribus loquendi formulis. Roma: Collegium Propaganda Fide. 1635.
- Georgius Castriotes Epirensis, vulgo Scanderbeg, Epirotarum Princeps fortissimus ac invictivimus. Venezia. 1636.
- Fjalor latinisht-shqip. Perg. Engjëll Sedaj. Prishtinë: Rilindja. 1983. [Az 1635. évi latin–albán szótár újraszerkesztett kiadása.]
- Skënderbeu. Apologji. Perg. Stefan I. Prifti. Tiranë: NF. 1999. [Az 1636. évi Szkander bég krónika lefordított, újraszerkesztett kiadása.]